# Malavillers
Malavillers és un municipi francès situat al departament de Meurthe i Mosel·la i a la regió del Gran Est. L'any 2007 tenia 147 habitants.

## Demografia

### Població
El 2007 la població de fet de Malavillers era de 147 persones. Hi havia 52 famílies, de les quals 8 eren unipersonals (8 homes vivint sols), 16 parelles sense fills i 28 parelles amb fills.
La població ha evolucionat segons el següent gràfic:
Habitants censats

### Habitatges
El 2007 hi havia 57 habitatges, 55 eren l'habitatge principal de la família i 2 estaven desocupats. 54 eren cases i 3 eren apartaments. Dels 55 habitatges principals, 51 estaven ocupats pels seus propietaris i 4 estaven llogats i ocupats pels llogaters; 1 tenia una cambra, 4 en tenien tres, 15 en tenien quatre i 36 en tenien cinc o més. 49 habitatges disposaven pel capbaix d'una plaça de pàrquing. A 24 habitatges hi havia un automòbil i a 28 n'hi havia dos o més.

### Piràmide de població
La piràmide de població per edats i sexe el 2009 era:
| Homes | Edats   | Dones |
| ----- | ------- | ----- |
| 0     | 95 o +  | 0     |
| 0     | 90 a 94 | 0     |
| 0     | 85 a 89 | 0     |
| 0     | 80 a 84 | 0     |
| 0     | 75 a 79 | 0     |
| 12    | 70 a 74 | 16    |
| 8     | 65 a 69 | 4     |
| 0     | 60 a 64 | 4     |
| 8     | 55 a 59 | 0     |
| 8     | 50 a 54 | 8     |
| 4     | 45 a 49 | 4     |
| 4     | 40 a 44 | 0     |
| 4     | 35 a 39 | 4     |
| 0     | 30 a 34 | 8     |
| 4     | 25 a 29 | 0     |
| 0     | 20 a 24 | 0     |
| 4     | 15 a 19 | 0     |
| 12    | 10 a 14 | 8     |
| 8     | 5 a 9   | 0     |
| 0     | 0 a 4   | 4     |

## Economia
El 2007 la població en edat de treballar era de 90 persones, 58 eren actives i 32 eren inactives. De les 58 persones actives 55 estaven ocupades (35 homes i 20 dones) i 3 estaven aturades (1 home i 2 dones). De les 32 persones inactives 8 estaven jubilades, 10 estaven estudiant i 14 estaven classificades com a «altres inactius».

### Ingressos
El 2009 a Malavillers hi havia 54 unitats fiscals que integraven 135 persones, la mediana anual d'ingressos fiscals per persona era de 16.255 €.

### Activitats econòmiques
Dels 3 establiments que hi havia el 2007, 1 era d'una empresa de construcció, 1 d'una empresa de comerç i reparació d'automòbils i 1 d'una empresa de serveis.
L'únic servei als particulars que hi havia el 2009 era un paleta.

## Poblacions més properes
El següent diagrama mostra les poblacions més properes.